# 34919 Imelda
34919 Imelda este o planetă minoră (asteroid), cu un diametru de 7,696 km, din centura de asteroizi. A fost descoperită pe 24 septembrie 1960 la Observatorul Palomar de Cornelis Johannes van Houten. 
Obiectul prezintă o orbită caracterizată de o semiaxă mare de 3,9681586 UAi, o excentricitate de 0,23, o înclinație de 6,60812 ° în raport cu ecliptica.